# 마녀

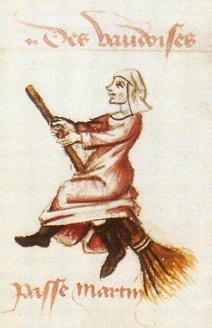
마녀

마녀(魔女, witch)는 유럽의 전통적 미신으로, 초자연적인 악마의 힘으로 사람들이나 가축들을 해하는 위치크래프트를 행하는 사람을 가리킨다.
주로 뾰족한 모자와 어두운 색의 옷, 빗자루를 타고 하늘을 나는 모습으로 그려진다. 이들은 신을 배반하고 악마와 교통하여, 불가해한 주술이나 약물을 다루어 역병 등의 불행을 퍼트리는 존재로 여겨졌다.
마녀에 대한 공포로 인해 중세 유럽에서는 수 세기 간 마녀사냥이 행해졌고, 많은 사람들을 마녀로 규정하여 고문하고 학살하였다.
본래 당시 공동체 내에는 의료기능을 담당하거나 점을 치고 묘약을 만드는 주술적 기능을 수행하던 집단이 있었는데, 주로 14세기 후반에 들어 이들을 마녀로 규정하고 두려워하게 된 것이다.
이는 마법사와는 성별적으로 대응되는 개념으로 여겨지기도 하는데, 당시의 마녀사냥은 주로 여성을 대상으로 한 것이었다.
이러한 일련의 움직임에는, 당시 교회와 왕권에 대한 불신이 커지던 상황에서, 공공의 적을 만들어 사람들을 교회 아래 결집시키고 자신들의 부패로부터 사람들의 눈을 돌리게 하려던 배경이 있었다.
특히, 15세기에 요하네스 구텐베르크의 활자 인쇄술 개발로 문서의 대량 생산이 가능해지자 《마녀 잡는 망치》 등 마녀에 대한 공포를 유발하는 서적이 많은 사람들에게 퍼지게 되었고, 마녀에 대한 공포와 증오의 정서가 커져 마녀사냥은 더욱 가속화되었다.
비유적으로는 악마처럼 성질이 악독하고 외모가 화려하면서 포악한 악녀를 지칭하는 말로도 사용된다.

## 어원
중간 't'를 사용한 현대 철자 'witch'는 16세기에 처음 등장했다. 고대 영어에는 남성형(wicca)과 여성형(wicce)이 모두 있었지만 표준 영어(Standard English)에서는 남성형 의미가 덜 일반화되어 "warlock"과 "wizard"와 같은 단어로 대체되었다.

## 같이 보기
- 마녀사냥
- 마법사
- 마법소녀
- 발푸르기스의 밤
- 위카
- 위치크래프트

## 각종 매체의 마녀 캐릭터들
- 해리 포터 시리즈- 머글이 아닌 여성 캐릭터
- 꼬마마법사 레미 - 마조리카
- 로우히
- 마블 코믹스 - 애거사 하크니스
- 포켓몬스터 - 마폭시, 무우마직
- 신비아파트 - 메두사
- Re:제로부터 시작하는 이세계 생활 - 사테라, 튀폰, 다프네, 미네르바, 에키드나, 카밀라
- 마녀 배달부 키키 - 키키
- 괴도 조커- 로즈
- 마녀의 여행 - 일레이나

1. ↑  Dashu, Max (2016년 1월 1일). “Names of the Witch”. 《Witches and Pagans: Women in European Folk Religion, 700-1100》.
2. ↑  “Which Witch is Which?: Traditional Witchcraft Expounded”. 《hedgewytchery.com》 (영어). 2025년 2월 19일에 확인함.